# Czernowitzer Allgemeine Zeitung
Czernowitzer Allgemeine Zeitung a fost un ziar care a apărut la Cernăuți începând cu anul 1903. În 2002, la Viena, s-a format un grup de lucru al presei din Cernăuți care a decis digitizarea ziarului.